# منطقه تای پو
منطقه تای پو (به لاتین: Tai Po District) یکی از مناطق هجده‌گانه هنگ کنگ در چین است. منطقه تای پو ۱۴۸٫۰۵ کیلومتر مربع مساحت و ۲۹۳٬۵۴۲ نفر جمعیت دارد.